# Quartier Centre (Rennes)
Pour les articles homonymes, voir Quartier Centre.
Le quartier Centre est le centre historique et géographique de Rennes. Ce quartier rennais est considéré comme un carrefour de mobilité urbaine et périurbaine. Il y vit un grand nombre d'étudiants. Sa population en 2010 est établi par l'Audiar à 21 762 habitants ce qui fait de ce quartier le second plus peuplé de la ville de Rennes.
Même si les limites administratives du quartier Centre sont contestables, celui-ci est divisé en trois sous-quartiers :
- Centre-ville ;
- Colombier - Champ-de-Mars ;
- Dinan - Saint-Malo.

## Centre-ville

### Situation
Le centre-ville est le quartier le plus central. Il est entouré des sous-quartiers Dinan - Saint-Malo au nord-ouest, Fougères - Sévigné au nord-est, Thabor - Paris à l'est, Saint-Hélier au sud-est, Colombier - Champ-de-Mars au sud, Arsenal - Redon au sud-ouest, et enfin Bourg-l'Évesque à l'ouest.  
Il est traversé d'est en ouest par la Vilaine qui rejoint l'Ille au niveau du quartier Bourg-l'Évesque.

### Histoire

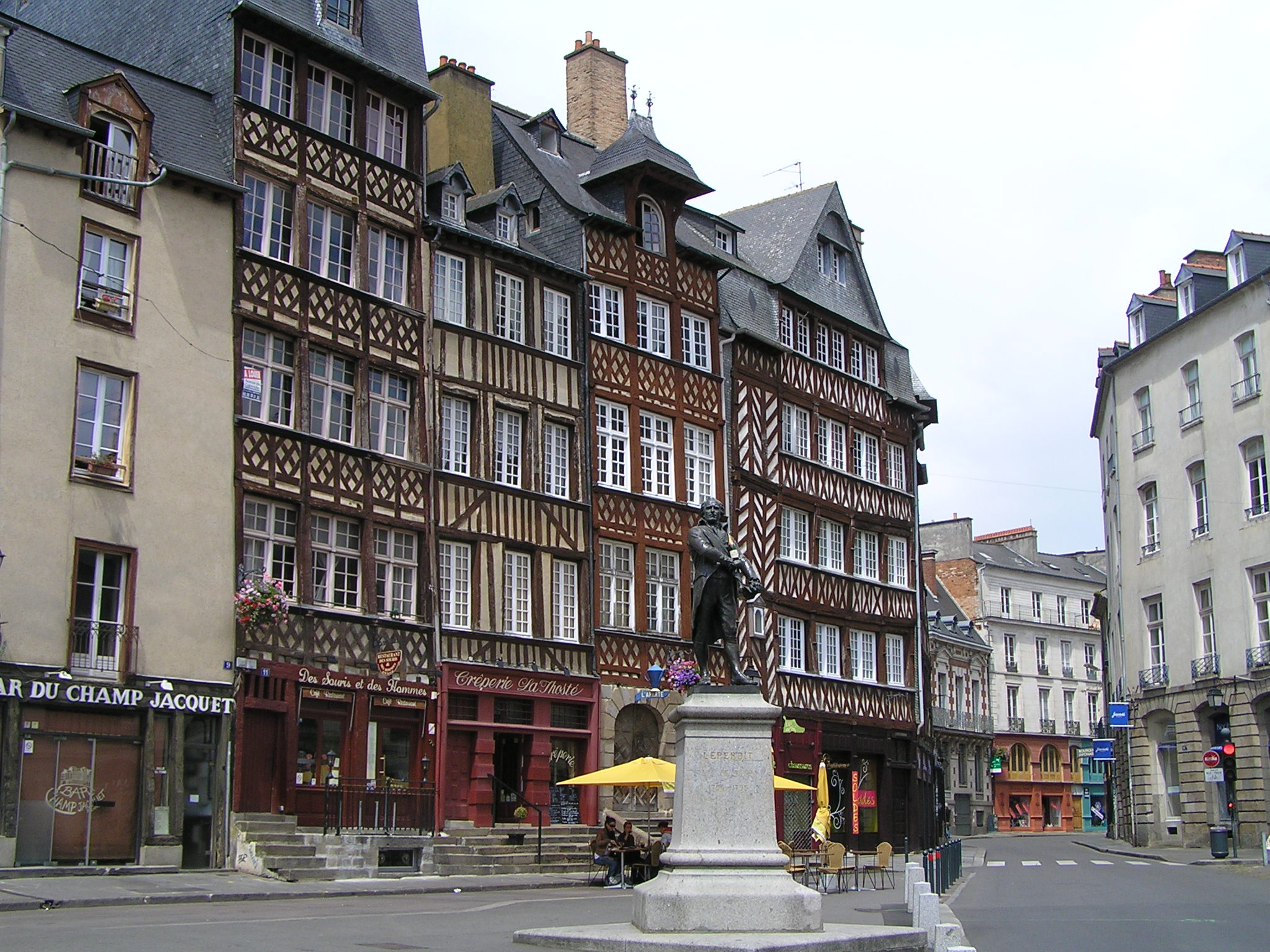
Immeubles à colombages place du Champ-Jacquet.

Le quartier Centre aussi appelé Vieux Rennes comporte le « centre historique de Rennes ».
On y trouve notamment des maisons à pans de bois et les anciennes portes mordelaises. Ce sont les rares vestiges des remparts de Rennes, elles sont inscrites au monument historique depuis 1926.
On y trouve également le Parlement de Bretagne datant du XVIIe siècle et inscrit aux monuments historiques depuis 1883. Pendant la Révolution française sa place a accueilli la guillotine. Tous ces monuments témoignent de l'histoire de Rennes.
Lors de la nuit du 23 décembre 1720, la ville s’embrase. Pendant six jours, l’incendie va ravager le centre-ville : près de 10 ha sont touchés et 945 bâtiments sont détruits. La reconstruction de la ville est l’occasion de mettre en application les idées des urbanistes de l’époque ; les vues doivent être dégagées et les rues plus larges. 
Jusqu'en 1841, le quartier sud n'est qu'un vaste marécage à cause des fréquentes inondations de la Vilaine, mais grâce à la canalisation de celle-ci, qui s'est terminée en 1861, la ville a pu vraiment se développer au sud.
Les années 1970 voient la destruction de la caserne du Colombier pour y construire à la place le vaste ensemble d'habitations et de commerces qu'est le Colombier (tour de l'Éperon, centre commercial Colombia, la dalle...).

### Revenus
Le quartier Centre est le deuxième quartier le plus riche (20 922 € par an) derrière le quartier Thabor - Saint-Hélier - Alphonse Guérin (22 410 € par an).
Il est suivi du quartier Nord - Saint-Martin (19 594 € par an) et du quartier Bourg-l'Évêque - la Touche - Moulin du Comte (19 524 € par an).
Le centre-ville dépasse également la moyenne des revenus de Rennes (18 113 € par an) et celle d'Ille-et-Vilaine (17 803 € par an).

### Commerces et équipements
- Hôtel de Ville
- Palais du Parlement de Bretagne
- Palais du Commerce
- Hôtel de Blossac
- Musée des Beaux Arts
- Opéra
- Lycée Emile Zola
- Stations de métro République, Saint-Germain et Sainte-Anne

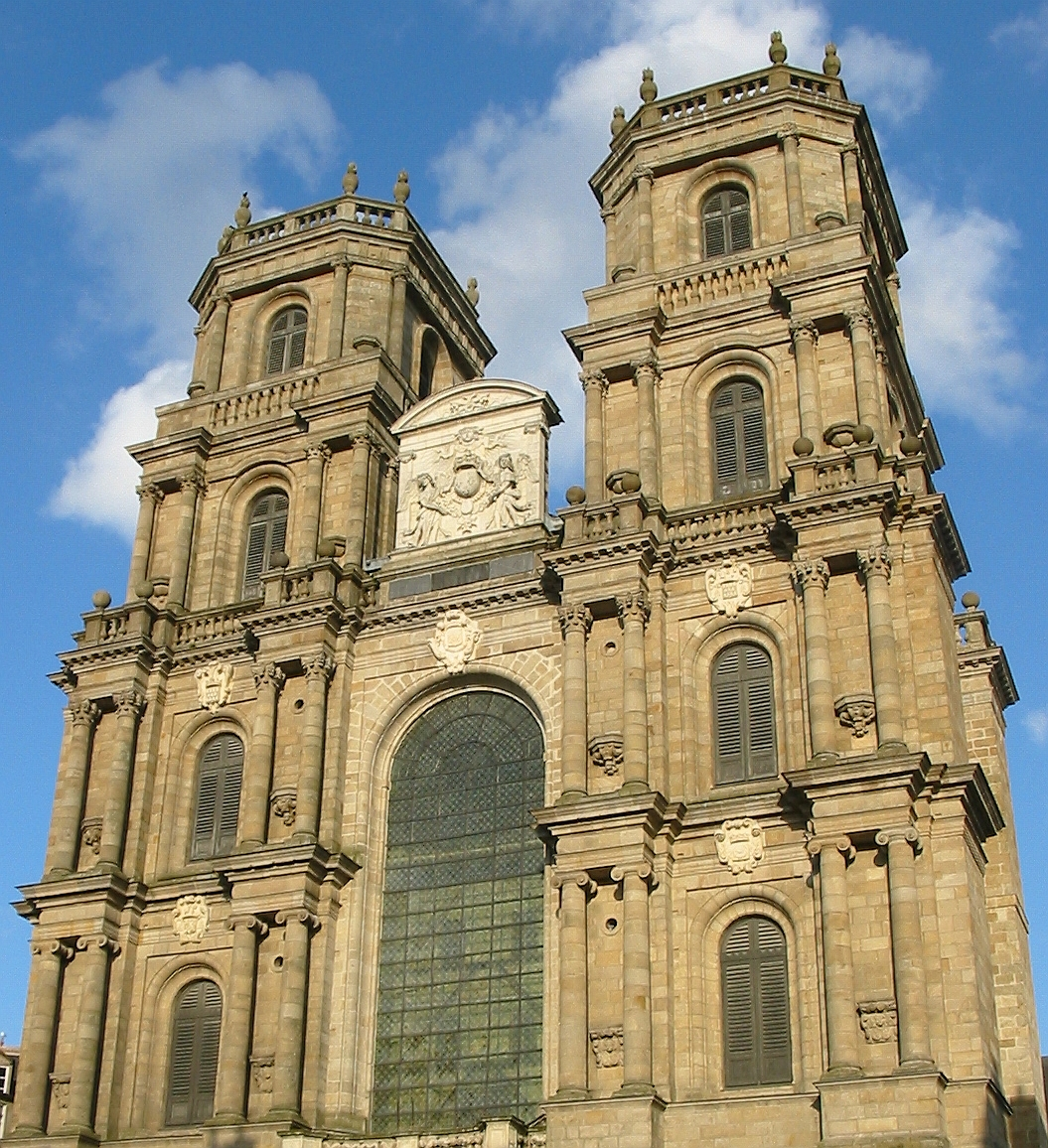
La cathédrale Saint-Pierre
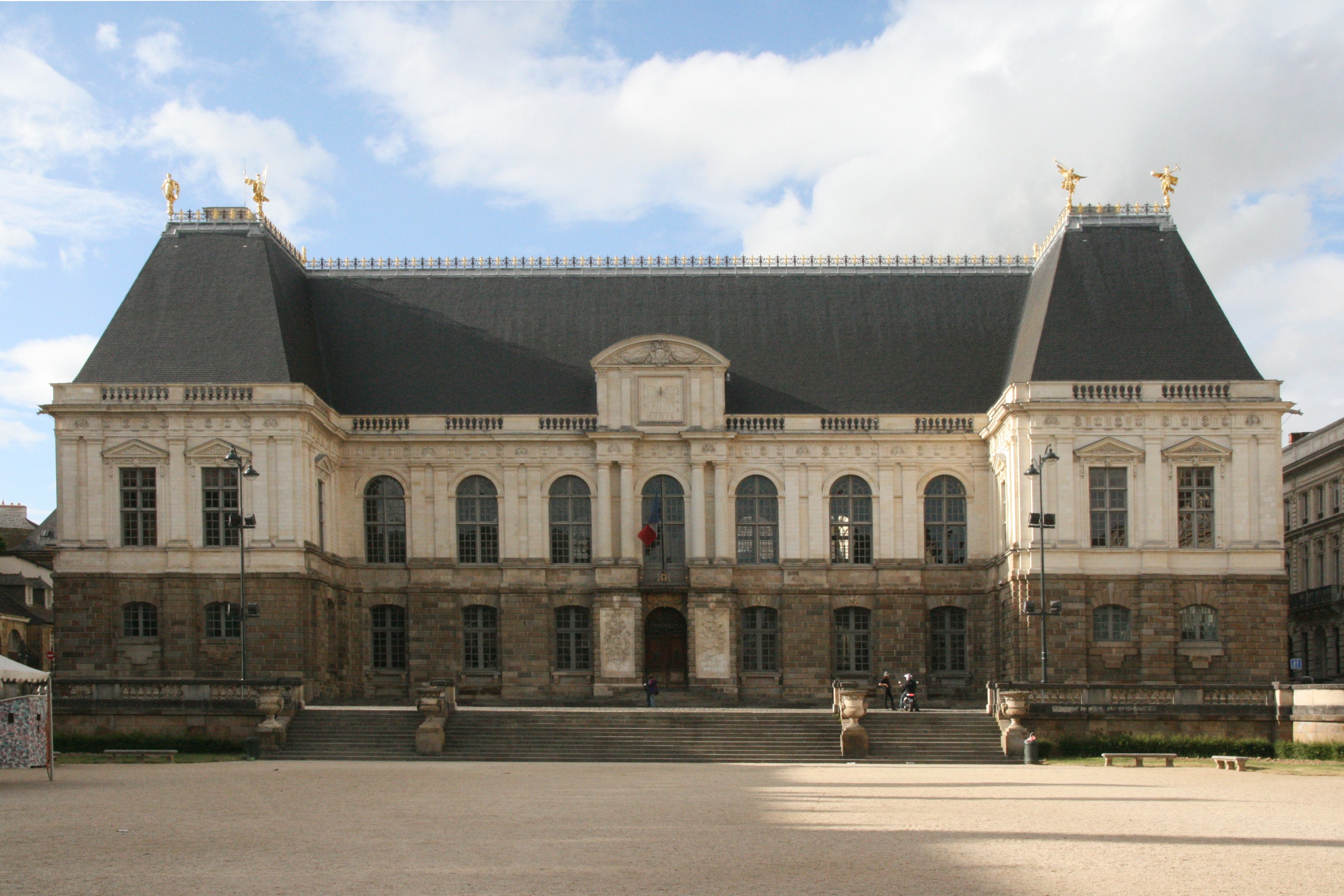
Le Parlement de Bretagne
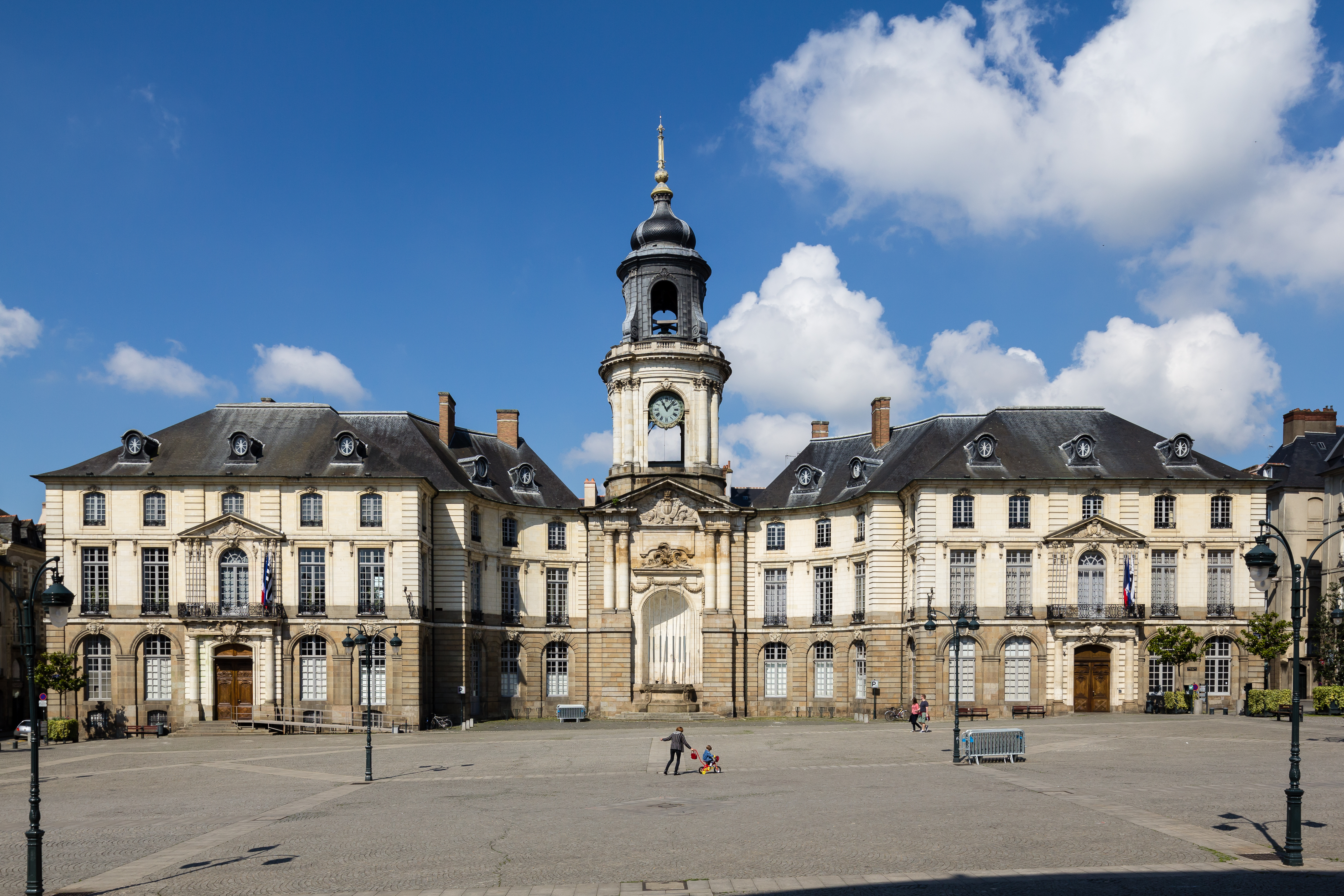
L'hôtel de ville.
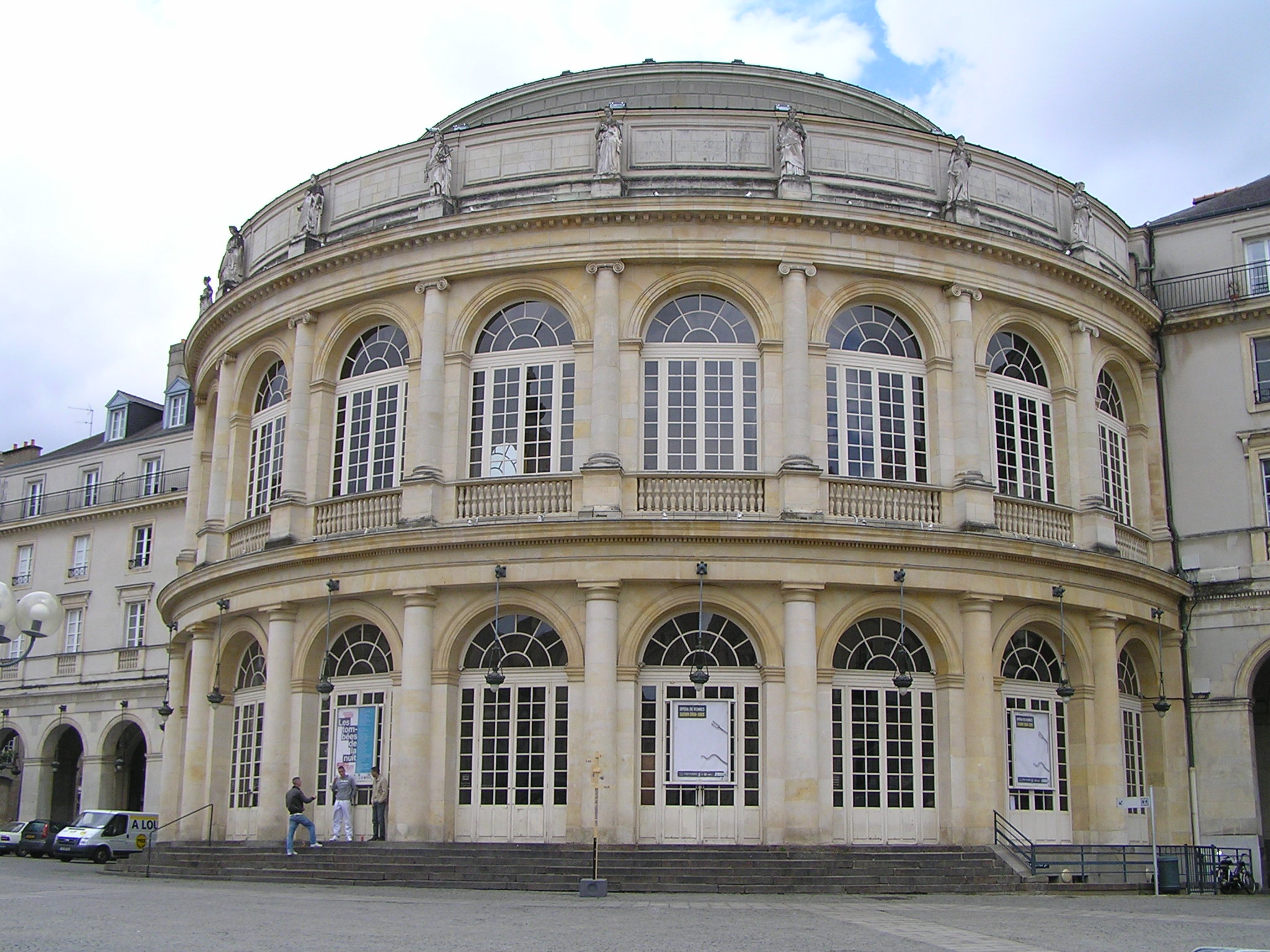
L'opéra de la ville.
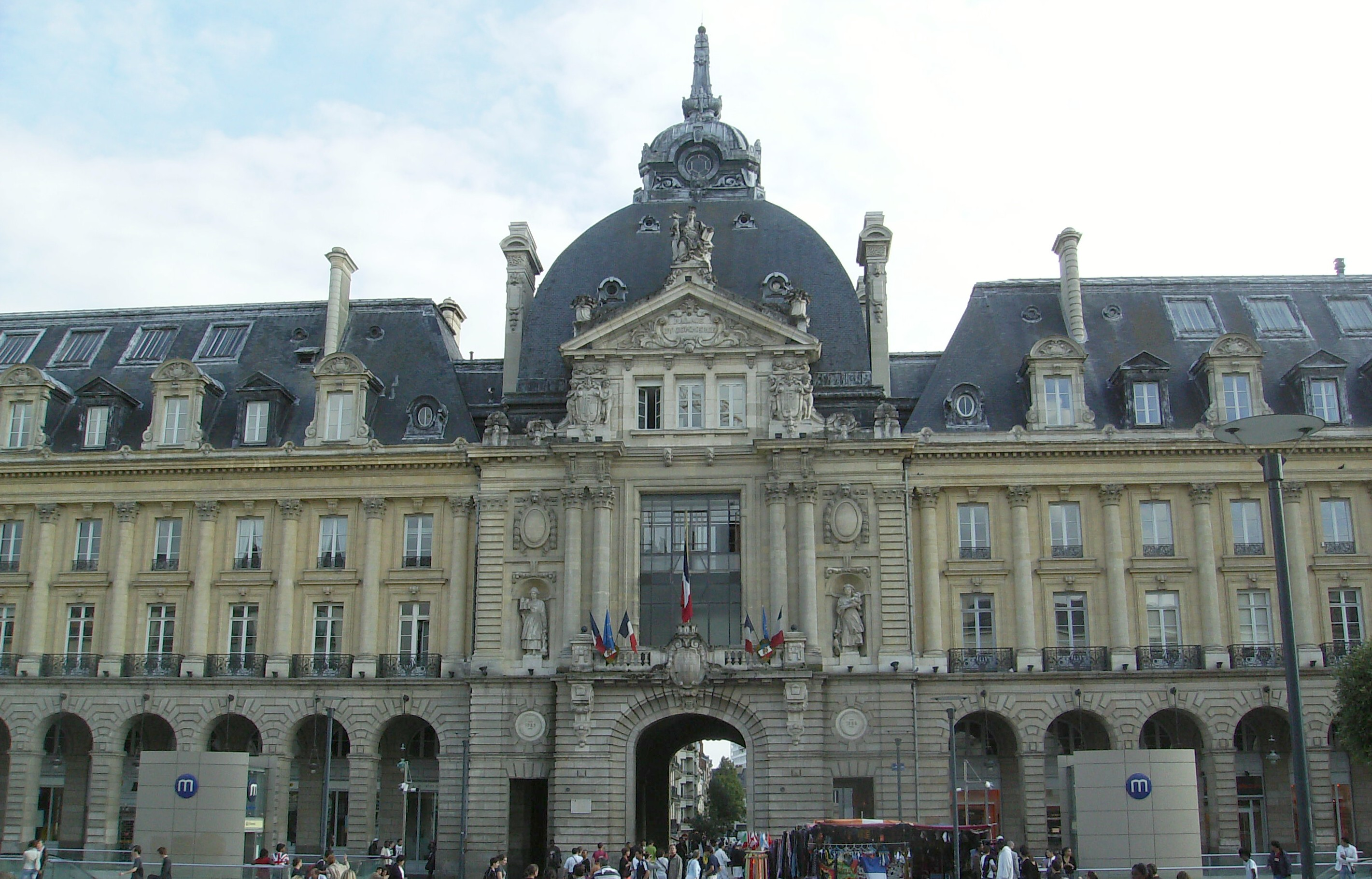
Le palais du commerce.
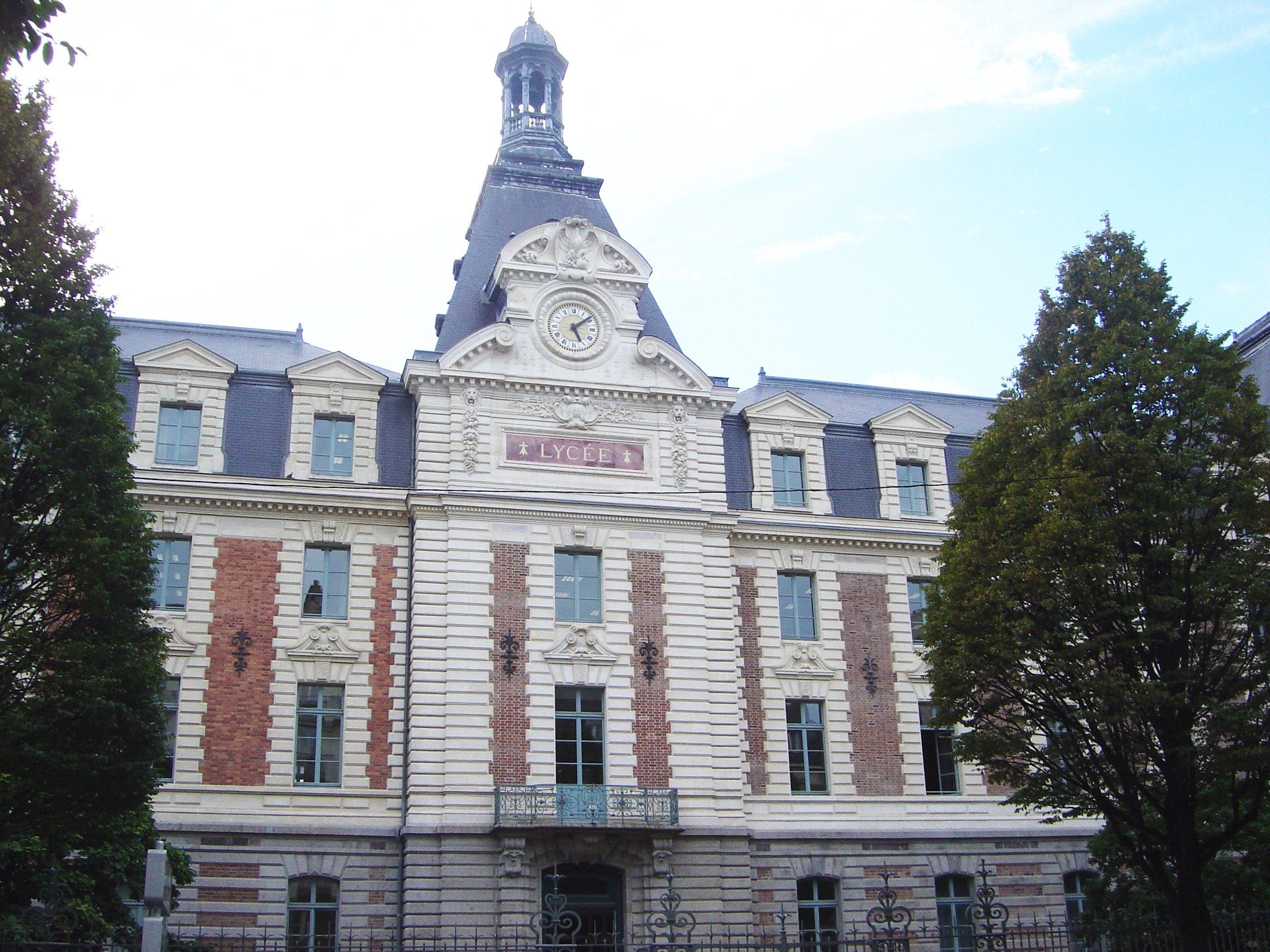
Le lycée Émile-Zola.

### Voies principales
- place de Bretagne
- rue Gambetta
- avenue Jean Janvier
- quai Lamartine
- rue Le Bastard
- boulevard de la Liberté

## Dinan - Saint-Malo
Aussi appelé Chézy - Dinan du nom du boulevard qui borde le canal d'Ille et Rance, c'est un des quartiers les plus anciens de la ville. Il débute au nord de la place Sainte-Anne, délimité au nord par l'écluse de l'Auberge de Jeunesse, à l'ouest par les quais d'Ille-et-Rance. Développé à l'époque gallo-romaine, le site est principalement occupé par des prairies jusqu'au XIXe siècle, on remarque tout de même l'église Saint-Étienne et ses abords qui datent du XIVe siècle, aujourd'hui un théâtre. C'est la construction de l'Hôtel-Dieu qui marque le point de départ d'un véritable plan d'urbanisme sur ce secteur.
Dans les années 1930 est construit un lotissement entre le boulevard de Chézy et la rue de Dinan, qui inclut également des bâtiments d'activités, notamment une fabrique de meubles les tanneries plus au nord mais aussi les nombreux lavoirs. Il se forme une zone industrielle et artisanale qui constituera une friche urbaine jusqu’à sa disparition récente. Il subsiste cependant, à l’état de vestige, des sentes (rue M.-Le Nobletz et rue Pierre-Gourdel) qui n’ont pas encore été absorbées par les requalifications d’espace et qui constituent une enclave rappelant le mode d’occupation initiale du secteur.

### Commerces et équipements
- Lycée Saint-Martin
- Collège public Échange
- Hôtel-Dieu
- École nationale supérieure d'architecture de Bretagne

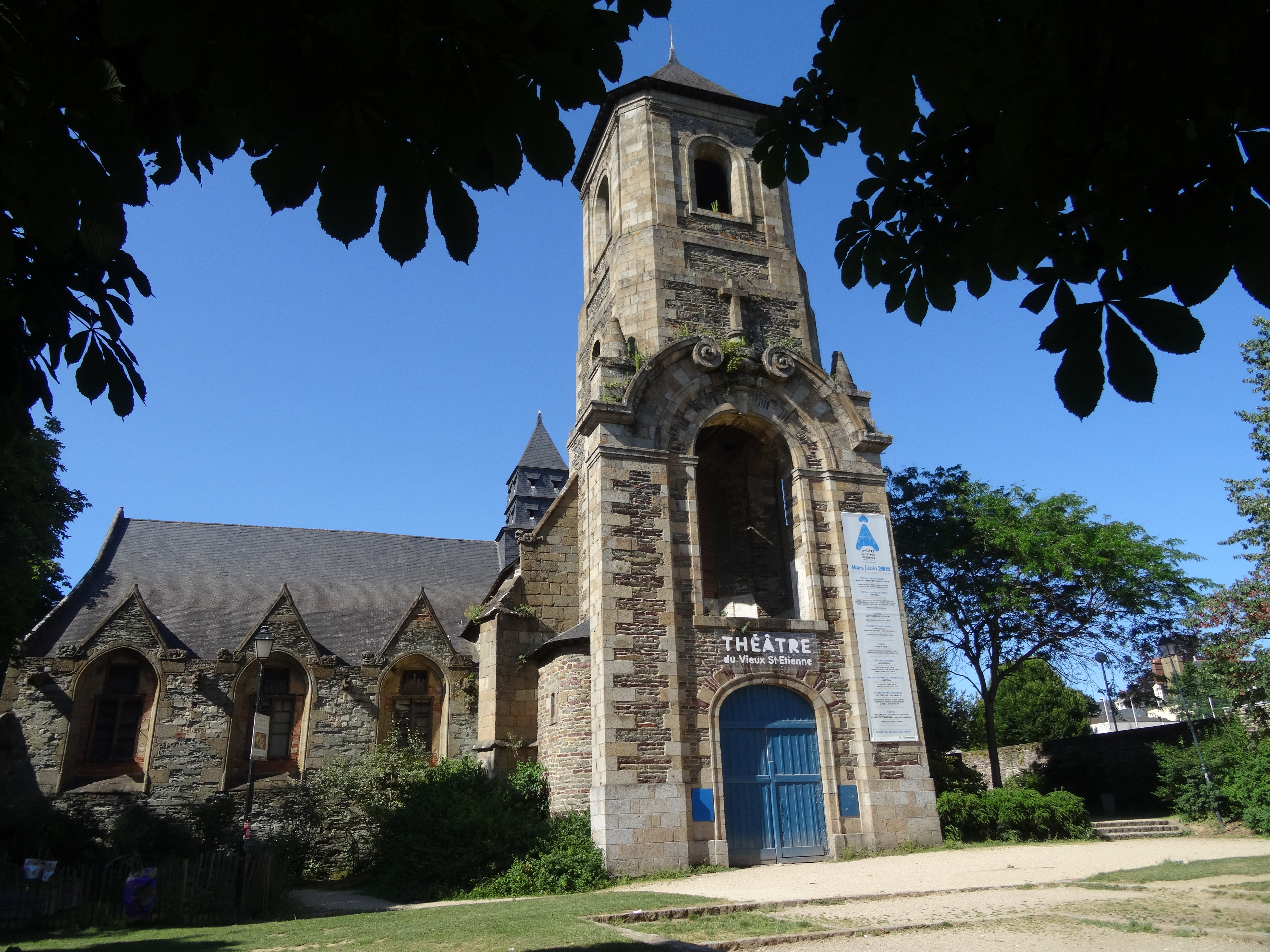
Théâtre du Vieux Saint-Etienne
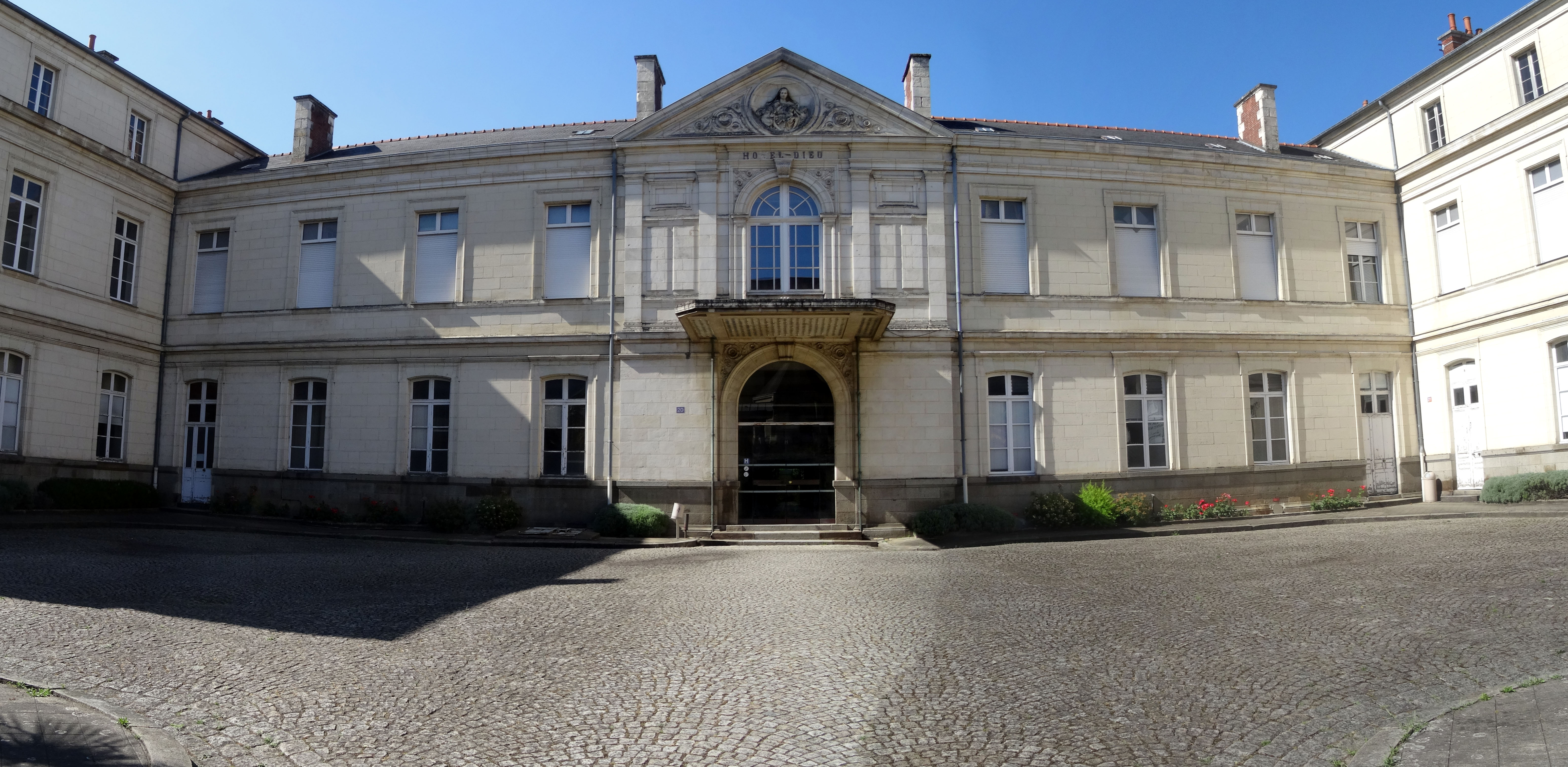
Hôtel Dieu
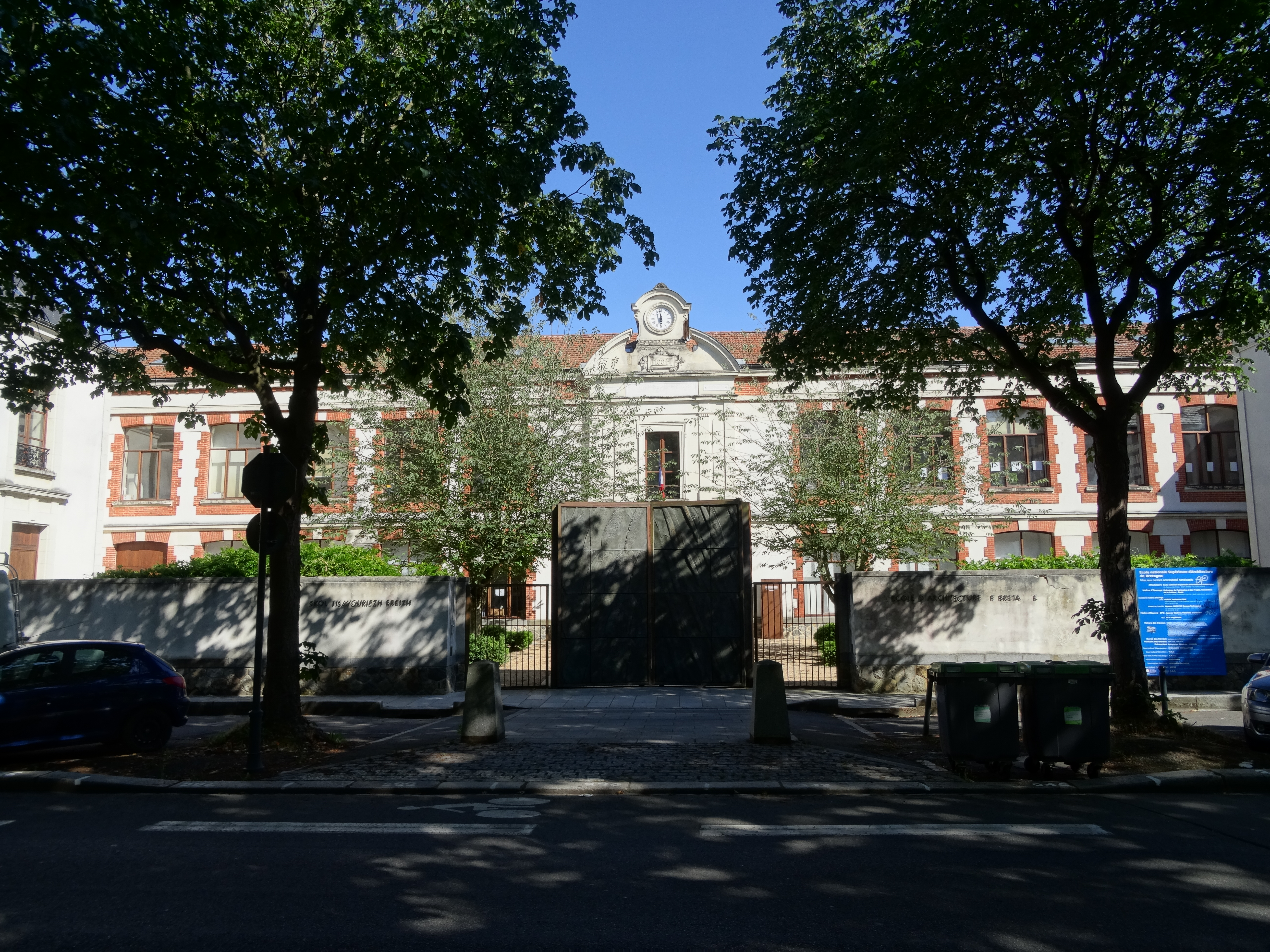
Ecole d'architecture

### Voies principales
- rue de Dinan
- boulevard de Chézy
- rue Legraverend
- rue Saint-Louis
- rue de Saint-Malo

## Colombier - Champ-de-Mars

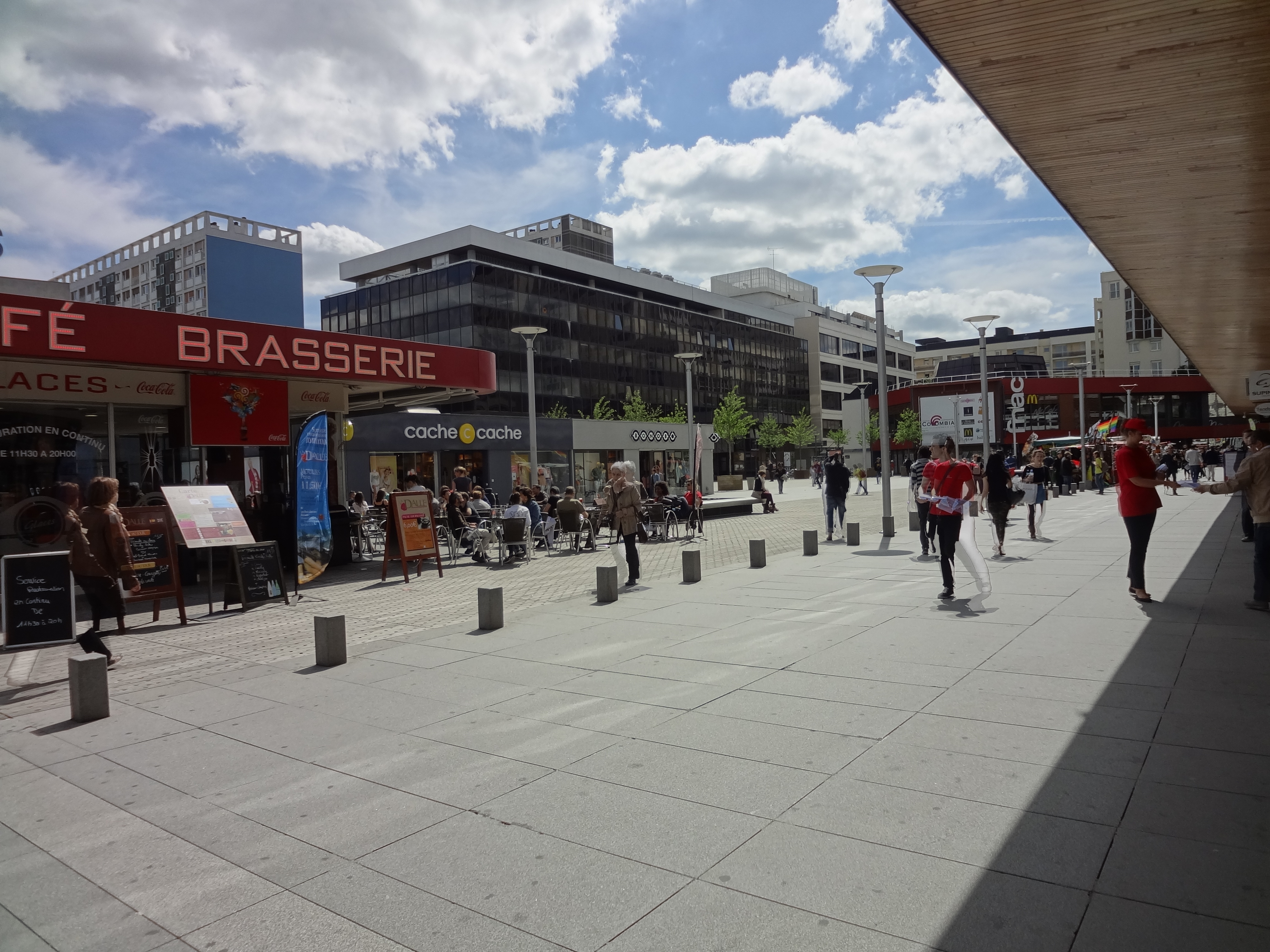
La dalle du Colombier concentre commerces et services.

Au sud de la Vilaine, c'est un quartier typique de l'urbanisme sur dalle. Urbanisé à la suite du départ de la caserne du Colombier dans les années 1970, il est animé par de nombreux lieux culturels. Le Champ de Mars est quant à lui le nom du terrain de manœuvres militaire qui faisait face à la caserne. Beaucoup plus vaste à l'époque, ce vaste terrain accueille aujourd'hui Le Liberté, Les Champs libres et la tour de la sécurité sociale, entre autres.
Lors de sa construction, l'enjeu est de doter Rennes d'un nouveau centre-ville moderne. Le projet répond également à la problématique de l'insalubrité de certains quartiers, et le maintien de commerces dans le centre-ville. Le Colombier prend en effet la place d'une ancienne caserne militaire mais également d'un tissu urbain dense et ancien, où se situe notamment l'actuelle rue du Puits Mauger à l'époque inexistante. À l'inverse, certaines rues sont coupées, telles les rues Thiers, Tronjolly et Francis Joly. Ces deux dernières qui constituaient un même axe, débouchent désormais chacune sur une entrée du centre-commercial.
Le Colombier est un quartier très particulier du fait de cette superposition d'espaces avec de vastes parkings souterrains, des dalles piétonnes et d'espaces piétons en hauteur. Le square du roi Arthur, zone résidentielle prend ainsi forme sur des immeubles érigés au dessus du centre commercial Colombia. Le périmètre du quartier inclut néanmoins des constructions plus anciennes, qui ont subsisté à cette opération d'urbanisme, à l'angle des boulevards de la Tour d'Auvergne et du Colombier.
Depuis 2004, le quartier a su évoluer, avec la construction des Champs Libres, regroupant une bibliothèque dans une pyramide de verre inversée, l'espace des sciences et le musée de Bretagne, et d'autre part avec l'aménagement de l'esplanade Charles-de-Gaulle, anciennement Champ de Mars. Enfin, dans le cadre du programme EuroRennes visant à réaménager différents sites urbains à proximité de la gare, le quartier du Colombier sera amené à être repensé, notamment sa dalle principale ainsi que le secteur de la rue Théophile Briant.

### Commerces et équipements
- Esplanade Charles-de-Gaulle
- Stations de métro Charles de Gaulle et Colombier
- Le Liberté
- Les Champs Libres
- Le 4 bis
- Centre commercial 3 Soleils
- Centre commercial Colombia
- Cinémas Gaumont
- Cinémas Cinéville
- Tour de l'Éperon
- Collège privé Notre-Dame-du-Vieux-Cours

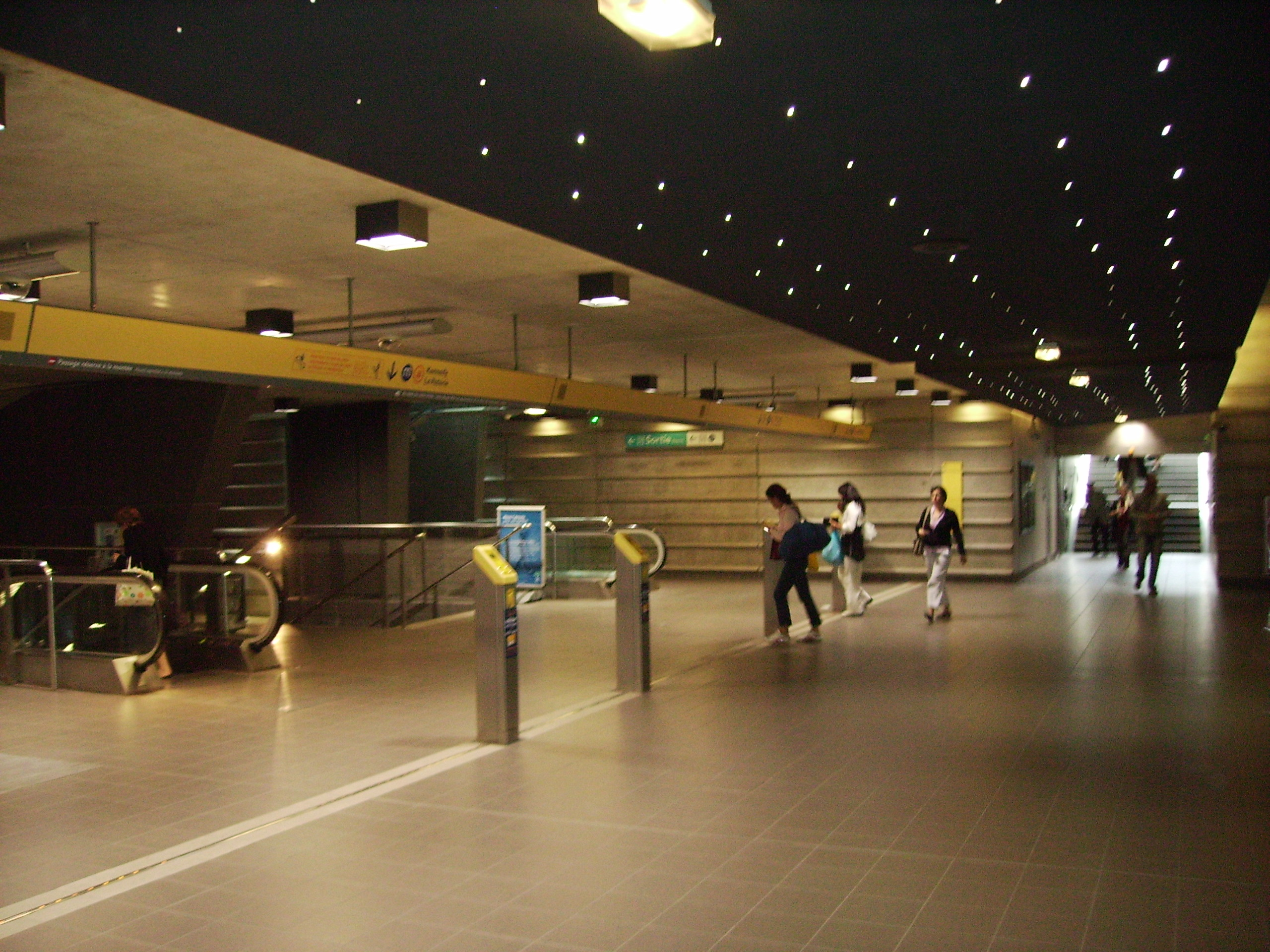
Station de métro Charles De Gaulle
Tour de l'Éperon et la dalle du Colombier.
Les Champs Libres.
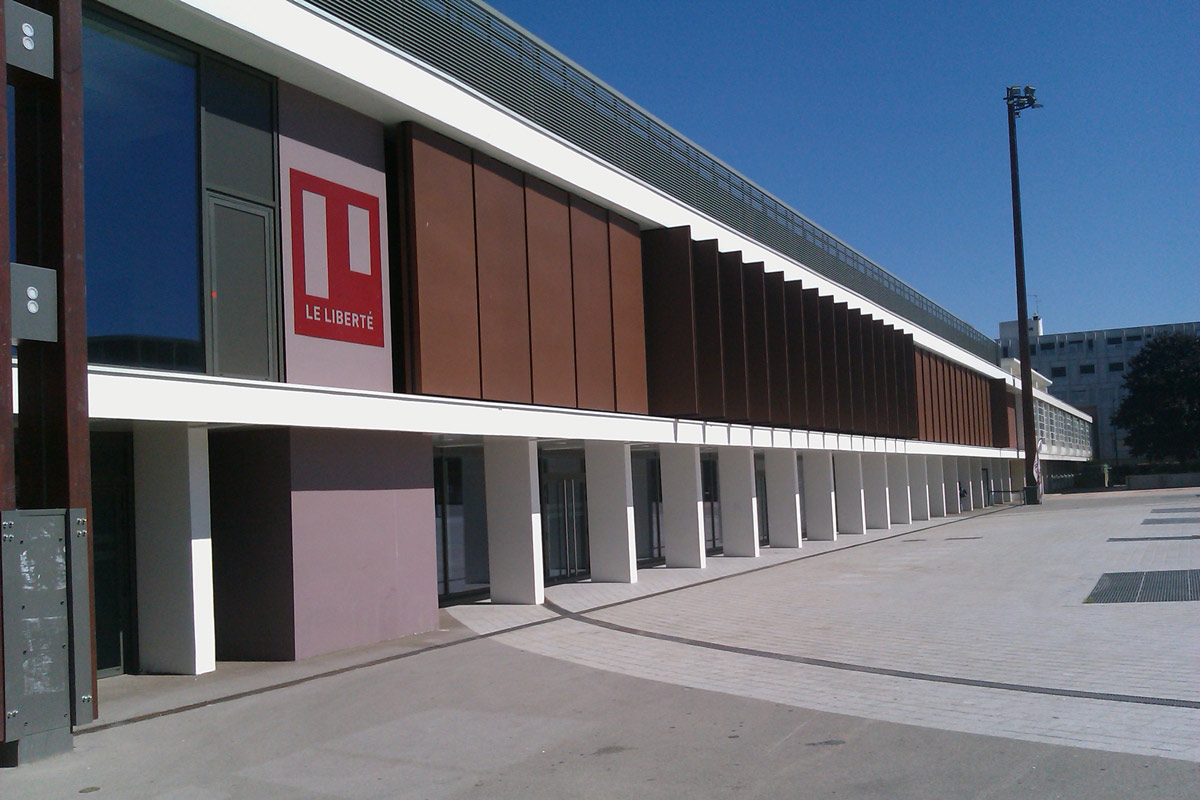
Le Liberté.

### Voies principales
- rue d'Isly
- boulevard du Colombier
- boulevard Magenta
- rue du Puits-Mauger
- boulevard de la Tour d'Auvergne